# Det vildväxande päronträdet
Det vildväxande päronträdet är en turkisk dramafilm från 2018 i regi av Nuri Bilge Ceylan, med Aydın Doğu Demirkol i huvudrollen. Den handlar om en ung man från glesbygden som försöker bli romanförfattare. Han dras in i en rad diskussioner om ungdomliga förhoppningar, ekonomi, religion och fri vilja.
Filmen hade premiär i huvudtävlan vid filmfestivalen i Cannes 2018.

## Medverkande
- Aydin Doğu Demirkol som Sinan
- Murat Cemcir som Idris
- Bennu Yildirimlar som Asuman
- Hazar Erguclu som Hatice
- Serkan Keskin som Süleyman
- Tamer Levent som Recep
- Akin Aksu som Imam Veysel
- Öner Erkan som Imam Nazmi
- Ahmet Rifat Sungar som Riza
- Kubilay Tuncer som İlhami
- Kadir Çermik som Adnan
- Özay Fecht som Hayriye
- Ercüment Balakoğlu som Ramazan
- Asena Keskinci som Yasemin